# Carditellopsis martyni
Carditellopsis martyni is een tweekleppigensoort uit de familie van de Carditidae. De wetenschappelijke naam van de soort is voor het eerst geldig gepubliceerd in 1997 door Oliver & Chesney.